# مهرا والی
مهرا والی (به انگلیسی: Mahrawali) یک روستا در پاکستان است که در پنجاب واقع شده‌است. مهرا والی ۱۷۶ متر بالاتر از سطح دریا واقع شده‌است.